# ガトームーブ
『ガトームーブ』は、日本の女子プロレス団体我闘雲舞の選手らによるアイドルグループ「ガトームーブ」の1stアルバム。2016年6月22日発売。発売元はMIDI Creative。

## 概要
- グループ初の全国デビューアルバム。
- これまで会場のみで販売されていた自主制作CDの収録曲から6曲と新曲1曲、更にその7曲のカラオケも収録したフルアルバム。

## 収録曲
1. MAKE@IKUSA
（作詞：さくらえみ・里歩、作曲：さくらえみ、編曲：Rocket Queen）
2. おしえてシュークリーム♡
（作詞・作曲：さくらえみ、編曲：Rocket Queen）
3. 十年咲く花は、
（作詞・作曲：さくらえみ、編曲：Rocket Queen）
4. さくらえびちゅ
（作詞・作曲：さくらえみ、編曲：上野洋）
5. スイミー！
（作詞・作曲：さくらえみ、編曲：上野洋）
6. 一番好きな人の名前をさけぼう
（作詞：さくらえみ・里歩、作曲：さくらえみ、編曲：上野洋）
7. What's your name?
（作詞・作曲：さくらえみ、編曲：島田尚）
  - 新曲
8. MAKE@IKUSA（カラオケ）
9. おしえてシュークリーム♡（カラオケ）
10. 十年咲く花は、（カラオケ）
11. さくらえびちゅ（カラオケ）
12. スイミー！（カラオケ）
13. 一番好きな人の名前をさけぼう（カラオケ）
14. What's your name?（カラオケ）